# Мелькарт

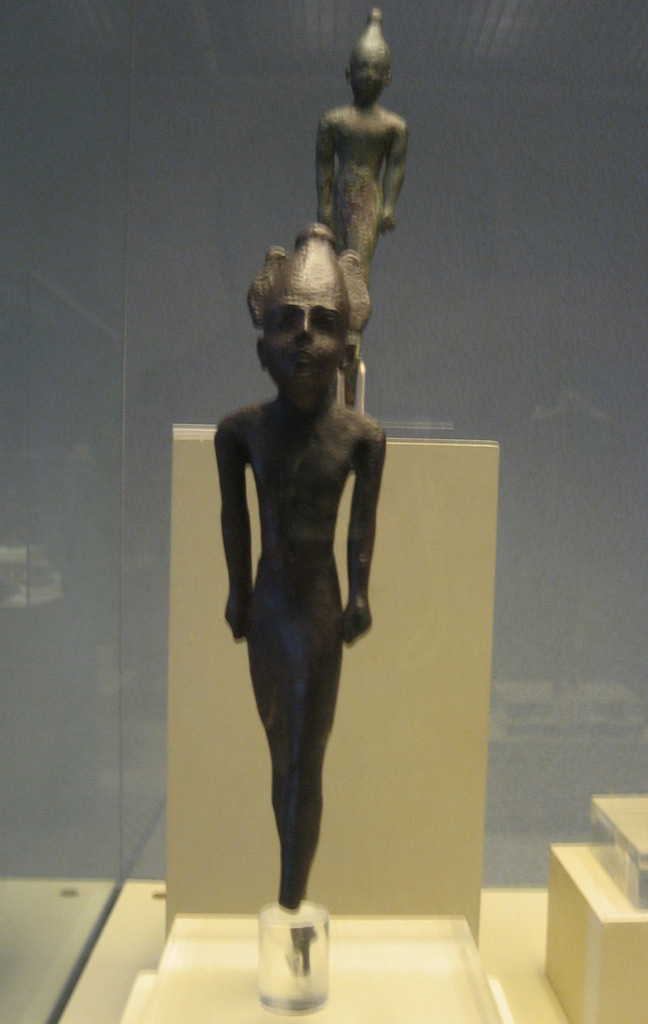
Статуетки з храму Мелькарта у Кадісі

Мелька́рт (фінік. 𐤌𐤋𐤊𐤒𐤓𐤕—«хазяїн міста», англ. Melqart, Milk-Qart, Melegerth), він же Баа́л чи Ті́рський Гера́кл – фінікійський бог відродження та смерті.
Спочатку був богом природи, яка відроджується. За свідченням Менандра Ефеського свято Мелькарта відзначали у лютому-березні. Перекази називали Мелькарта сином Демара і Астарти, якого вигодувала казкова лань з мідними ногами. Від самого народження вів непримеренну боротьбу з богом смерті Мотом. Переміг жахливого змія з сімома головами, здолав надісланих Мотом левів і грифонів (останніх — за допомогою свого супутника Ешмуна), переміг самого Мота, який перетворювався на вепра і бика, згодом таки був вбитий Мотом, але відродився (завдяки Ешмуну, що дав йому відчути запах перепілки), спустився до царства мертвих і виніс з нього душу соратника — за допомогою богині сонця.
Згодом Мелькарт і сам перетворився на бога сонця і покровителя вогню. Відповідно зазнала змін і легенда про відродження Мелькарта, що відтепер спалював себе у священному вогні і набував нової молодості. У Гадесі, де нібито існувала могила Мелькарта під час свята на його честь з міста виганяли усіх іноземців і спалювали зображення Мелькарта, що сидів на гіпокампі.
Гіпокамп перетворився на супутника Мелькарта з розвитком фінікійського мореплавства і перетворенням Мелькарта на морського бога. Тоді ж з'явилася нова версія загибелі і відродження бога — нібито Астарта з новонародженим Мелькартом, переслідувана Мотом, кинулася у море, і Мелькарт виплив, перетворившись на дельфіна. Ця легенда була запозичена греками (міф про Мелікерта).
Мелькарт був також богом міста Тір (власне, його ім'я часто інтерпретують як «володар Тіра», подібно до біблської Баалат-Гебал чі сідонського Баал-Цидона). Легенда про заснування Тіра стверджувала, що Мелькарт наказав мешканцям узбережжя побудувати корабель (за зразком риби навтіл), переплисти на Амброзійські скелі, що блукали у морі, принести жертви і, коли скелі зупиняться, збудувати на них місто. Інша легенда приписувала Мелькарту (точніше його собаці) відкриття пурпуру.
Вже як захисника Тіра Мелькарта вшановували і як покровителя колонізації (усі фінікійські колонії були засновані тірянами). Пізніше з'явилися і перекази про плавання цього бога на захід Середземного моря — до Гібралтара), який самі фінікійці називали «стовпами Мелькарта» (хоча можливо ця назва стосувалася не стільки Гібралтара, скільки острова Котінуса, де був розташований храм Мелькарта, колони якого були виготовлені з бронзи).
За класичної доби греки ототожнювали Мелькарта з Гераклом.